# Mesenopsis briseis
Mesenopsis briseis is een vlindersoort uit de familie van de prachtvlinders (Riodinidae), onderfamilie Riodininae.
Mesenopsis briseis werd in 1886 beschreven door Godman & Salvin.